# Tirupati
Tirupati – miasto w Indiach, w stanie Andhra Pradesh. W 2011 roku liczyło 461 900 mieszkańców.